# HV Dongen
HV Dongen is een Nederlandse handbalvereniging uit het Noord-Brabantse Dongen. HV Dongen is opgericht op 16 mei 1956.
Het eerste herenteam speelt in het seizoen 2020/2021 in de hoofdklasse, het eerste damesteam in de tweede divisie.